# Karina Jelinek
Olga Karina Jelinek, (Villa María, Córdoba; 22 de marzo de 1981), conocida simplemente como Karina Jelinek, es una actriz, empresaria y modelo argentina.

## Biografía
Nació en Villa María, Córdoba, hija de Teófilo Jelinek y Carmen Yamaguchi. A los 16 años comenzó a trabajar como modelo en su provincia natal, llegando a lograr el premio Miss Carlos Paz y Miss Córdoba. A los 18 años se fue a Buenos Aires y comenzó a participar en desfiles y campañas publicitarias. Poco a poco también fue participando en el mundo de la televisión.
Ha participado en presentaciones de moda, campañas publicitarias, programas de televisión y ha posado para las revistas Maxim y Hombre, entre otras actividades mediáticas. En 2004, participó en el programa de televisión de entretenimientos llamado No hay 2 sin 3.
En el año 2012, vuelve a participar en la competencia Bailando por un sueño, primeramente como reemplazo temporal, y luego como reemplazo de Liz Solari, quien había abandonado. Tiempo después, Karina seguiría el mismo camino y sería reemplazada por Alexandra Larsson.
En 2014 vuelve a participar en el reality Bailando por un sueño, junto al bailarín Maximiliano D'Iorio.
Desde el año 2014 posee su marca de línea de ropa interior: Ánima bendita, by Karina Jelinek. 
Fue columnista de La jaula de la moda transmitida por Magazine TV, en donde continúa ocasionalmente apareciendo como invitada. Participó en 2015 y 2016 del ciclo La peluquería de don Mateo por Telefe. Realizó participaciones especiales en el programa de Susana Giménez, también por Telefe.

## Vida personal
Se casó con Leonardo Fariña el 28 de abril de 2011 tras tres meses de noviazgo, en el Tattersall de Palermo. En mayo del 2013 dejan de vivir juntos y comienzan los trámites de divorcio.
En 2018 conoce al actor Daniel Fridman y con él comienza una nueva relación.
En agosto de 2020, Jelinek reveló que está en una relación con la modelo Florencia Parise y afirmó que siente atracción por hombres y mujeres, y dijo: "No puedo elegir de quién me enamoro".

## Filmografía

### Cine
| Año  | Título                           | Personaje        | Notas            |
| ---- | -------------------------------- | ---------------- | ---------------- |
| 2012 | El vagoneta en el mundo del cine | Esposa           | Papel secundario |
| 2014 | Bañeros 4: Los rompeolas         | Karina           | Coprotagonista   |
| 2015 | Locos sueltos en el zoo          | Bárbara "Barbie" | Protagonista     |

### Televisión
| Año              | Título                                | Personaje                 | Notas                                 |
| ---------------- | ------------------------------------- | ------------------------- | ------------------------------------- |
| 2002             | Un aplauso para el asador             | Karina                    | Participación durante 9 episodios     |
| 2002             | Son amores                            | Rosaura                   | Participación especial                |
| 2004             | No hay 2 sin 3                        | Varios personajes         |                                       |
| 2006             | Showmatch: Bailando por un sueño 3    | Participante              | 3.ª eliminada                         |
| 2007             | Showmatch: Cantando por un sueño 2007 | Participante              | Semifinalista                         |
| 2008             | Showmatch: Bailando por un sueño 2008 | Participante              | 23.ª eliminada                        |
| 2012             | Bailando 2012                         | Participante de reemplazo | Reemplazo temporal, 4 programas       |
| 2012             | Bailando 2012                         | Participante              | Abandonó voluntariamente              |
| 2012             | Concubinos                            | Barbara Cassen            | Participación especial                |
| 2013             | Solamente vos                         | Carola                    | Participación especial                |
| 2014             | Showmatch: Bailando 2014              | Participante              | 6.ª eliminada                         |
| 2014             | Nosotros al mediodía                  | Coconductora              |                                       |
| 2016             | La peluquería de don Mateo (2016)     | Licenciada Olga           | Papel recurrente                      |
| 2017, 2019, 2022 | La jaula de la moda                   | Panelista                 |                                       |
| 2020             | Divina comida                         | Anfitriona y participante | 3.er lugar (semana 5)                 |
| 2020             | Cantando 2020                         | Participante              | 2.ª eliminada                         |
| 2022             | El hotel de los famosos               | Huésped invitada          | Participación especial en 2 episodios |
| 2023             | Showmatch: Bailando 2023              | Participante invitada     |                                       |
| 2024             | Bake Off Famosos Argentina            | Participante              | 1.ª eliminada                         |